# Lophoceps alenicola
Lophoceps alenicola is een vlinder uit de familie wespvlinders (Sesiidae), onderfamilie Sesiinae.
Lophoceps alenicola is voor het eerst wetenschappelijk beschreven door Strand in 1913. De soort komt voor in het Afrotropisch gebied.